# Комуна (Мурашинський район)
Кому́на (рос. Коммуна) — присілок у складі Мурашинського району Кіровської області, Росія. Входить до складу Мурашинського міського поселення.
Населення становить 190 осіб (2010, 206 у 2002).
Національний склад станом на 2002 рік — росіяни 94 %.